# Busca
Busca (okcitánul: Buscha) település Olaszországban, Piemont régióban, Cuneo megyében. Lakosainak száma 10 144 fő (2023. január 1.). Busca Caraglio, Costigliole Saluzzo, Cuneo, Dronero, Rossana, Tarantasca, Melle, Villafalletto, Villar San Costanzo, Brossasco, Venasca és Roccabruna községekkel határos.

## Népesség
A település népessége az elmúlt években az alábbi módon változott:
| Lakosok száma | 10 132 | 10 110 | 10 144 |
|               | 2017   | 2018   | 2023   |